# El profeta Isaías (Rafael)
El profeta Isaías es un fresco ubicado en la Basílica de Sant'Agostino, una iglesia del Renacimiento temprano en Roma. Es una pintura influenciada por el trabajo de Miguel Ángel en el techo de la Capilla Sixtina. 
Isaías, una figura poderosa, da la ilusión de  ser un personaje tridimensional, flanqueado por figuras de putti. Lleva un pergamino inscrito con una súplica en hebreo para entrar en el cielo (Isaías XXVI: 2–3). Sobre él hay una dedicatoria en griego a Santa Ana. Debido al desgaste, con el tiempo el trabajo de Rafael ha sido retocado por otros pintores.

## Altar de Santa Ana

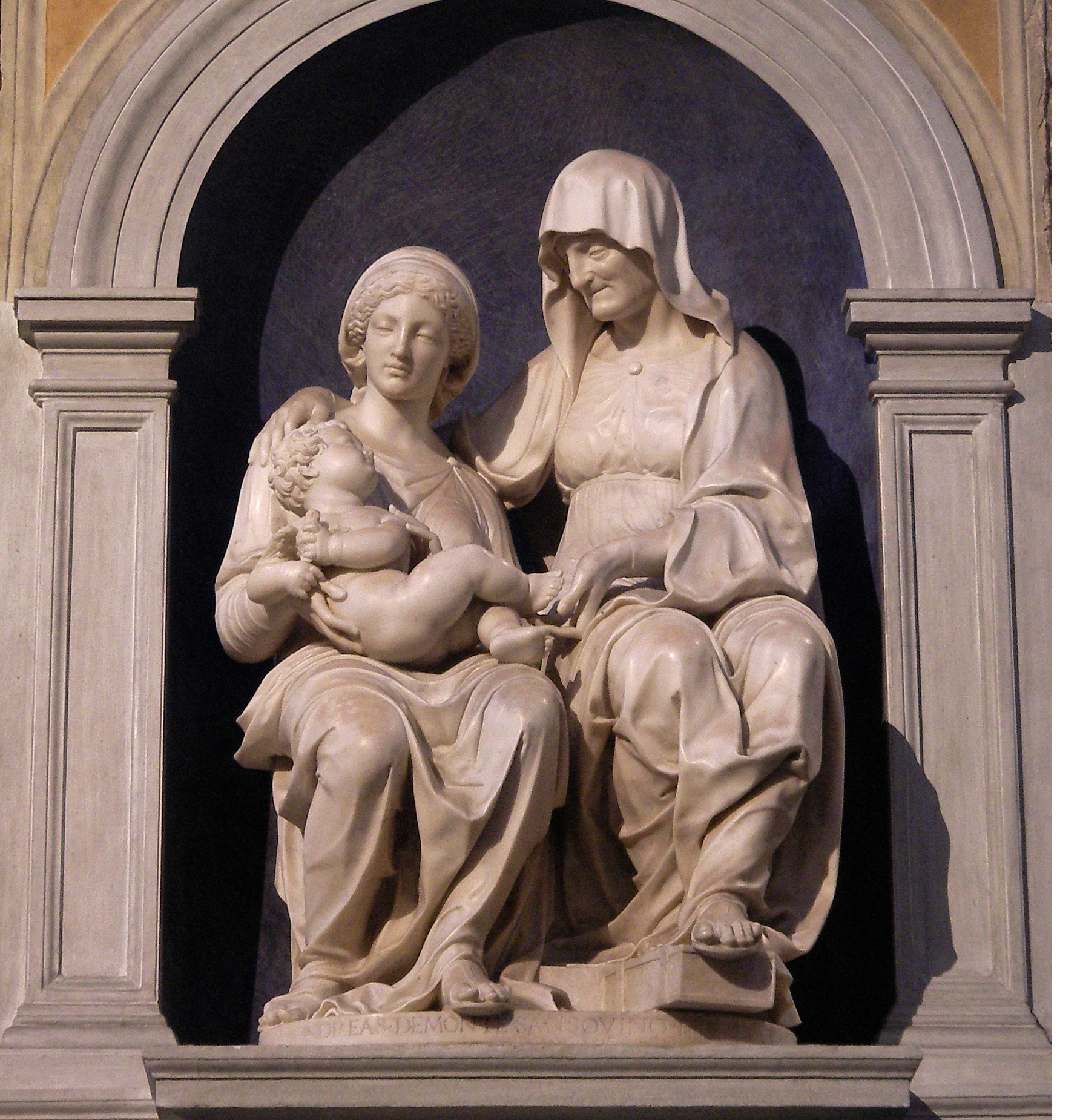
La Virgen con el niño y Santa Ana de Andrea Sansovino

Johann de Goritz (también Gorizius), de Luxemburgo, le encargó a Rafael pintar al profeta Isaías en fresco sobre un pilar en la Basílica de Sant'Agostino . Poco después de su llegada a Roma, su nombre fue latinizado a Janus Corycius.
Janus era un mecenas de las artes. Deseando dejar su sello en Roma, hizo construir una capilla en la basílica de Sant'Agostino, con un altar encargado en 1512 en honor a su patrona Santa Ana. El altar incluía el fresco de Isaías y un grupo en mármol de la Virgen con Santa Ana de Andrea Sansovino. El altar de Santa Ana fue concebido como su tumba.
En la dedicación de la iglesia, un flujo constante de amigos literarios honró a Corycius con versos que luego fueron publicados en el libro de 1524 Coryciana por Blosius Palladius, más tarde obispo de Foligno. El libro identifica a 120 poetas que contribuyeron con versos.
Durante una renovación de la iglesia en el siglo XVIII, la escultura de Sansovino se separó del fresco de Rafael. A finales del siglo XX, el fresco se conservó y la escultura se restauró a su posición original.

## Influencia de Miguel Ángel

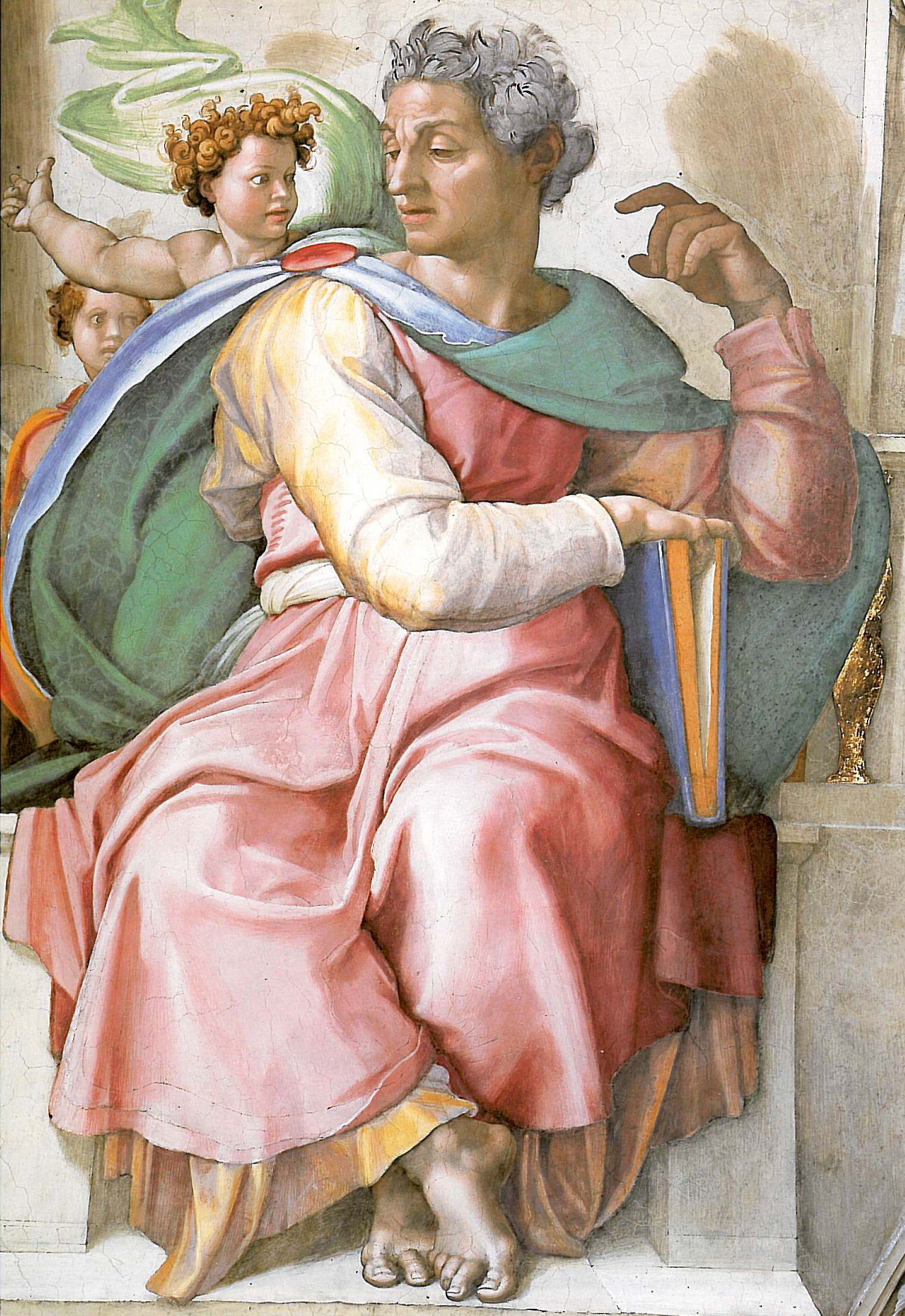
El profeta Isaías de Miguel Ángel.

Se ha comparado el fresco del profeta Isaías de Rafael con el trabajo de Miguel Ángel, Ernst Gombrich llegó a sugerir que Miguel Ángel contrató a Rafael para trabajar en el Ezequiel para la Capilla Sixtina, que él cree que refleja mucho más a Rafael que a Miguel Ángel. Esto habría permitido a Rafael contribuir a la decoración de la Capilla Sixtina.
En el fresco del Profeta Isaías, las influencias notables de Miguel Ángel son: 
- similitud de composición figurativa
- la manera en que sostiene el pergamino, en una concepción en espiral desarrollada por Miguel Ángel[7]

La leyenda dice que Corycius se quejó a Miguel Ángel de que le habían cobrado de más por el fresco, a lo que Miguel Ángel respondió: "solo la rodilla vale el precio exigido".